# Ermindo Onega
Ermindo Ángel Onega (30. dubna 1939, Las Parejas - 21. prosince 1979, Lima) byl argentinský fotbalový útočník.

## Klubová kariéra
Profesionálně hrál za CA River Plate, v Uruguayi za CA Peñarol, v Argentině za CA Vélez Sarsfield a v Chile za Deportes La Serena. V jihoamerickém Poháru osvoboditelů nastoupil ve 35 utkáních a dal 17 gólů. V roce 1957 získal argentinský titul s River Plate.

## Reprezentační kariéra
Za reprezentaci Argentiny nastoupil ve 30 utkáních, ve kterých dal 11 gólů. Startoval na Mistrovství světa ve fotbale 1966, nastoupil ve všech 4 utkáních Argentiny a dal 1 gól.